# Antônio Chimango

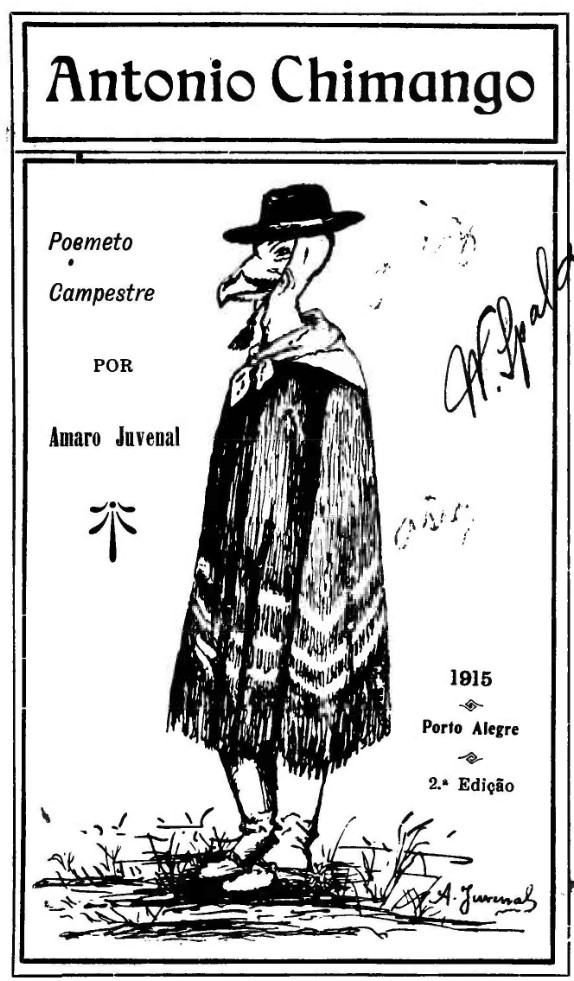
Capa da 2.ª edição, publicada em 1915

Antônio Chimango é um poema em versos heptassílabos de sátira política que surgiu em 1915, assinado por Amaro Juvenal (pseudônimo), atribuído a Ramiro Barcellos, correligionário político de Antônio Augusto Borges de Medeiros.
Ramiro Barcellos tinha tido sua candidatura ao Senado obstada por Borges. Em vista disso teria resolvido ironizá-lo num longo poema, de linguajar regional e humor refinado, em que propõe contar-lhe a vida e a carreira política.
Adota o estilo do poema argentino Martin Fierro, de José Hernández, em que há uma narração de fatos que se passam no dia-a-dia de uma estância. Em Antônio Chimango, entretanto, o autor agudiza a crítica política. A partir da publicação, Borges e os borgistas passaram a ser chamados de chimangos pelos opositores.
Na ilustração de capa, o personagem Antonio é apresentado graficamente como um 'chimango', pequena ave de rapina com roupagem gauchesca.